# Lancia D23
La Lancia D23 è un'automobile da competizione realizzata dalla casa torinese Lancia nel 1953.

Le due spider D23 al debutto, a Monza, il 29 giugno 1953

## Il contesto
Ormai decisa a scendere ufficialmente in campo nelle competizioni della categoria “sport” (e poi, come vedremo, anche nella “Formula Uno”), la Lancia, dopo l'esordio piuttosto soddisfacente della berlinetta D20 da tre litri nella primavera del 1953, ritiene imprescindibile trasformare la sua “arma” da coupé in spyder, per risparmiare in peso ed incrementare le doti di agilità. Poiché la decisione è assunta quando la stagione è ormai avviata, la realizzazione della nuova spider si impone con estrema urgenza. Nei mesi di maggio e giugno 1953, l'intero Reparto Corse lavora quasi ininterrottamente, 24 ore su 24, e, utilizzando parti prelevate dai prototipi D20 (e poi dalle stesse berlinette D20 non più utilizzate in corsa), riesce a costruire quattro spider: due vengono ultimate il 27 giugno, una il 7 luglio e l'ultima il 23 luglio (le date si riferiscono al giorno della immatricolazione, cioè della targatura). A parte la diversa carrozzeria, le nuove D23 non si differenziano molto dalle D20 e, pur disputando nove gare, sono da considerare sostanzialmente un “modello-ponte” tra la D20 e la successiva D24, il “mitico” modello Carrera.

## Storia e caratteristiche
L'esordio delle prime due D23 avviene a Monza il 29 giugno 1953, due giorni appena dopo la loro targatura. Il nuovo modello, è caratterizzato soprattutto dalla carrozzeria “aperta” (del tipo “barchetta” come si diceva all'epoca), che in definitiva altro non è se non una D20 privata del padiglione. Realizzata in fretta e furia all'interno degli stabilimenti Lancia (sia pure con l'apporto di personale della Pininfarina ivi distaccato), la vettura si presenta con una linea che non appare armoniosa come quella della berlinetta ed è specialmente la parte posteriore della macchina a convincere poco: malgrado l'estetica della vettura non influisca sulle prestazioni, in casa Lancia ci si preoccupa anche di questo aspetto, tanto che, nei mesi a seguire, le D23 vengono sottoposte ad alcune modifiche (in particolare viene rimodellata la coda).
Dal punto di vista tecnico le differenze rispetto alla progenitrice non sono molte: il motore e gli organi della trasmissione sono identici, il telaio (passo e carreggiate sono invariate) viene modificato nella parte centrale e, in parte, anche in quella posteriore, mentre per le sospensioni c'è un ripensamento, nel senso che, dopo la gara di esordio a Monza (in cui una delle due D23 monta sperimentalmente il retrotreno De Dion mentre l'altra ha le stesse sospensioni delle D20), si decide di montare posteriormente - nonostante lo scarso entusiasmo del progettista Jano - il ponte a ruote semi-indipendenti (il tipo De Dion, appunto). Spariscono gli ammortizzatori sussidiari a frizione. A parte le modifiche d'ordine estetico, non risulta che la D23 abbia subito modifiche di particolare rilievo nel corso della sua carriera, conclusasi a fine novembre alla Carrera Messicana. Nel frattempo arriva a calcare le scene la D24, che le succede, ed a qualche D23 superstite non resta che il ruolo di “muletto” per gli allenamenti.

## Caratteristiche tecniche
- - Periodo di costruzione: 1953
  - Modello:
    - tipo D23, spider competizione, con guida a destra

  - Motore: tipo D20 da 3 litri
  - Numerazione autotelai
    - telaio #001 (targa TO 148553)
    - telaio #002 (targa TO 148552)
    - telaio #003 (targa TO 148993)
    - telaio #004 (targa TO 149232)

  - Unità costruite: 4

| Caratteristiche tecniche Lancia D23 spider competizione | |
| Motore                                                  | tipo D20, anteriore, longitudinale, monoblocco; blocco motore in lega leggera, pistoni in lega d'alluminio; camere di scoppio emisferiche; albero motore (molto corto) in acciaio speciale, temprato, contrappesato e ruotante su 4 supporti; diametro dei perni di banco 60 mm, diametro dei perni di manovella di 50 mm. |
| Numero e posizione cilindri                             | 6 cilindri a V (60°). |
| Cilindrata                                              | 2962,50 (alesaggio 86,00 mm – corsa 85,00 mm). |
| Distribuzione                                           | quattro alberi a camme in testa (due per bancata) comandati da catena ed azionanti direttamente le valvole (evidentemente in testa) mediante piattelli a forma di controfungo avvitati allo stelo delle valvole stesse (che sono inclinate rispetto all'asse del cilindro) |
| Rapporto di compressione                                | 9,2:1 |
| Potenza max                                             | 215/220 HP a 6500 giri/minuto |
| Lubrificazione                                          | forzata,a carter umido; lubrificazione con olio nella coppa (con grande radiatore avente anche funzione di serbatoio, sistemato all'interno del cofano motore); circuito pressurizzato; pompa dell'olio all'interno della coppa. |
| Raffreddamento                                          | ad acqua, a circolazione forzata con pompa; ventola meccanica. |
| Accensione                                              | a due spinterogeni (uno per ciascuna bancata dei cilindri); due candele per cilindro; |
| Alimentazione                                           | a tre carburatori verticali Weber doppio corpo tipo 42 DCF 7 montati in maniera tale da alimentare ciascuno separatamente i cilindri omologhi delle due bancate. |
| Impianto elettrico                                      | a 12 Volt; dinamo 17 A; batteria da 48 Ah (la batteria è sistemata nell'abitacolo, lato passeggero) |
| Trasmissione                                            | trazione sulle ruote posteriori; frizione, cambio e differenziale in gruppo unico, ancorato al telaio e disposto al retrotreno. La trasmissione dal motore (anteriore) al gruppo frizione-cambio-differenziale (posteriore) avviene tramite un albero di piccola sezione, in due tronchi, sorretto al centro da un cuscinetto montato su supporto elastico; differenziale autobloccante. |
| Frizione                                                | frizione in blocco unico con cambio e differenziale (blocco unico disposto al retrotreno, come indicato alla voce “trasmissione”) con doppio disco a secco. |
| Cambio                                                  | cambio in blocco con frizione e differenziale (blocco unico disposto al retrotreno, come indicato alla voce “trasmissione”) a 4 rapporti + retromarcia; scatola del cambio in lega leggera; blocco cambio con coppa olio supplementare; II, III e IV marcia sincronizzate; rapporti: I=2,647:1;II=1,70:1;III=1,16:1;IV=0,857:1; leva di comando a leva centrale. |
| Rapporto al ponte                                       | coppia conica; rapporto finale di riduzione 4,200:1 (10/42) oppure 4,444:1 (9/40) oppure 4,667:1 (9/42) |
| Telaio                                                  | a struttura tubolare, con elementi a pareti sottili al cromo-molibdeno |
| Sospensioni ant.                                        | a ruote indipendenti, balestra unica trasversale superiore, braccio oscillante inferiore, bielletta superiore di spinta; ammortizzatori idraulici telescopici. |
| Sospensioni post.                                       | due varianti, e precisamente: a) in una prima unità (una delle due D23 partecipanti al Gran Premio dell'Autodromo di Monza del 29 giugno 1953) le sospensioni sono quelle della precedente D20, cioè a ruote indipendenti, trapezi obliqui inferiori, balestra trasversale superiore; ammortizzatori idraulici telescopici ed ammortizzatori sussidiari ad attrito “a compasso” (regolabili manualmente dall'abitacolo, azionando un piccolo volante collegato ad alcune catenelle che dal retrotreno giungevano fino al padiglione); b) successivamente, tutte e quattro le D23 adottano la sospensione posteriore semi-indipendente del tipo De Dion con balestra trasversale, guida al centro e biellette di reazione disposte longitudinalmente; ammortizzatori idraulici telescopici. |
| Impianto frenante                                       | freni d'esercizio, a pedale, idraulici ed agenti sulle 4 ruote; i tamburi dei freni anteriori non sono montati, come d'uso normale, sulle ruote, ma ancorati al telaio, per cui la trasmissione del moto fra ruota e tamburo avviene mediante un sistema piuttosto “complicato” (giunto omocinetico lato ruota, giunto a blocchetti lato tamburo); i tamburi dei freni posteriori sono montati all'uscita dal gruppo frizione-cambio-differenziale; diametro dei tamburi: anteriormente cm 38, posteriormente cm 32; larghezza dei ceppi dei freni cm 7; ventilazione freni centrifuga forzata, mediante feritoie radiali ricavate da disco estrattore; freno a mano di stazionamento, meccanico, agente sulle ruote posteriori.                                                           |
| Sterzo                                                  | sterzo a vite senza fine e settore elicoidale; guida registrabile, con possibilità di ottenere facilmente la variazione dell'angolo di sterzatura delle ruote e sul rapporto di riduzione; piantone montato su supporto scorrevole, al fine di poter variare l'altezza e l'inclinazione a seconda del desiderio del pilota. |
| Ruote                                                   | Borrani, a raggi, da 16” (5K-16 anteriormente e 5.1/2K-16 posteriormente). |
| Pneumatici                                              | Pirelli Stelvio; misure: 6.00x16 anteriormente e 6.50x16 posteriormente. |
| Passo                                                   | 260,0 cm. |
| Carreggiate anter-poster                                | 129,5 cm - 125,0 cm. |
| Lunghezza x larghezza x altezza                         | vettura (spider) 385,0 cm x 148,0 cm x 97,0 cm |
| Carrozzeria, arredamenti ed accessori                   | spider biposto o monoposto (con possibilità di coprire il vano passeggero con coperchio in alluminio) dovuto alla Carrozzeria Pininfarina; carrozzeria in lega di alluminio sottile (0,8-1,2 mm) battuto ma mano, ribattuto sulla struttura tubolare con inserimento di pannellature in lamiera d'acciaio saldate ai tubi del telaio; ruota di scorta sistemata in coda alla vettura (nel baule); tubi di scarico dislocati lateralmente in vista (con uscita all'esterno davanti al passaruota posteriore); volante di guida in duralluminio e legno. |
| Peso a vuoto                                            | a secco 750 kg |
| Serbatoio carburante                                    | in alluminio, chiodato, sistemato in coda alla vettura, con capacità di litri 120, |
| Velocità massima                                        | circa 235/240 km/h; velocità massime nelle varie marce, I=77 km/h; II=120 km/h; III=175 km/h. |

## L'attività sportiva
Le spider D23 prendono parte, in circa cinque mesi (tra il 29 giugno ed il 23 novembre del 1953) a nove gare: i risultati sono certamente al di sotto delle aspettative, dal momento che annoverano due sole vittorie assolute, non di primo piano (al Gran Premio dell'A.C. del Portogallo ed alla cronoscalata Catania-Etna), tre piazze d'onore (nelle due "manches" del Gran Premio dell'Autodromo di Monza ed alla Coppa delle Dolomiti), un terzo posto alla massacrante Carrera Messicana (ultima gara che vede allineate alla partenza le D23) ed un misero quinto posto (complice un testa a coda inopportuno) alla corsa in salita Pontedecimo-Passo dei Giovi. Sfortunata poi la trasferta all'estero, alla 1000 chilometri del Nürburgring, dove l'unica D23 si ritira (al pari delle D24) e la partecipazione al Gran Premio Supercortemaggiore (entrambe le D23 ritirate).
Italia, 1953, 29 giugno, VI Gran Premio dell'Autodromo di Monza

La partenza della seconda manche del Gran Premio dell'Autodromo. In prima fila, tra la Ferrari coupé di Villoresi e la Ferrari spider di Farina, la Lancia D23 numero 4 di Felice Bonetto

In questa corsa monzese si assiste al debutto delle nuove spider D23, che scendono in campo con due esemplari a fianco della solitaria berlinetta D20, la cui carriera è ormai agli sgoccioli. La corsa si articola in due “manches” con classifica finale per somma dei tempi. Le due nuove D23 sono affidate a Bonetto ed a Gonzales: da segnalare che la vettura del primo è munita delle sospensioni tipo D20, mentre la seconda monta al retrotreno il ponte De-Dion. Avversarie più pericolose per le Lancia sono sicuramente le Ferrari, in particolare la coupé 12 cilindri 3 litri di Luigi Villoresi e la scattante barchetta 3 litri 4 cilindri (tipo "750") di Alberto Ascari, ma anche le altre vetture modenesi affidate ai nomi altisonanti di Nino Farina, Eugenio Castellotti, Mike Hawthorn. La prima manche vive sulla sfuriata iniziale di Ascari, che transita in testa già al termine del primo giro: due giri dopo, egli ha già 5” di vantaggio sulla D23 di González e sulla Ferrari di Villoresi, la seconda D23 di Bonetto è a 10”, seguono gli altri. Alle spalle di Ascari, si scatena la lotta tra González e Villoresi: il milanese riesce a superare l'argentino, poi quest'ultimo compie un giro velocissimo e riesce a sorpassare la Ferrari di Villoresi ed a riportarsi in seconda posizione, ma un giro dopo la sua Lancia, probabilmente per lo sforzo eccessivo, accusa un'avaria alla frizione e deve abbandonare il campo. Il leader, Ascari, è vittima di un pauroso incidente (forse a causa di una scarpa che gli si incastra nella pedaliera) e così, al ventesimo dei 35 giri in programma, la classifica vede Villoresi in testa, Farina secondo a quasi 19”, Bonetto terzo a 21”. Bonetto forza l'andatura e riesce ad avere la meglio su Farina, portandosi dunque al secondo posto, posizione che occuperà fino alla fine. Nella seconda manche, assente Ascari, la lotta si sviluppa sin dalle prime battute tra gli stessi tre protagonisti della prima manche, Villoresi, Bonetto e Farina, che termineranno nell'ordine e che otterranno la medesima posizione anche nella classifica per somma dei tempi.
Questa la classifica (completa) relativa alla prima manche (35 giri, pari a Km 220,500):

1.[#12] Villoresi Luigi (Ferrari 250 MM coupé) 1h15'36”3/10, media Km/h 174,988

2.[# 4] Bonetto Felice (Lancia D23 spider) 1h15'44”7/10

3.[#---] Farina Nino (Ferrari 250 spider) 1h15'46”3/10

4.[#---] Hawthorn Mike (Ferrari 625 spider) 1h17'05”5/10

5.[#---] Castellotti Eugenio (Ferrari) 1h16'52”8/10 a 1 giro

6.[#---] Casella Salvatore (Gordini) 1h17'43” a 1 giro

7.[#---] Bordoni Franco (Gordini) 1h15'41” a 2 giri

8.[#---] Piotti Luigi (Ferrari) 1h15'59”7/10 a 2 giri

9.[#---] Bonomi Roberto (Ferrari) 1h16'31”3/10 a 2 giri

10.[#---] Scotti Piero (Ferrari) 1h15'37”9/10 a 3 giri

11.[#---] Stagnoli Antonio (Ferrari) 1h15'38”2/10 a 3 giri

12.[#---] Giletti Emilio (Maserati A6GCS/53 spider) 1h15'41”7/10 a 3 giri

13.[# 6] Manzon Robert (Lancia D20 coupé) 1h15'42”4/10 a 3 giri

14.[#---] Madame Simon Yvonne (Ferrari 166 spider) 1h15'49”8/10 a 8 giri

Giro più veloce: il 30° di Farina Nino (Ferrari 250 spider) in 2'07”2/10 alla media di km/h 178,301
Questa la classifica (completa) relativa alla seconda manche (35 giri, pari a Km 220,500):

1.[#12] Villoresi Luigi (Ferrari 250 MM coupé) 1h15'13”4/10, media Km/h 175,876

2.[# 4] Bonetto Felice (Lancia D23 spider) 1h15'22”9/10

3.[#---] Farina Nino (Ferrari 250 spider) 1h15'39”4/10

4.[#---] Hawthorn Mike (Ferrari 625 spider) 1h15'14” a 1 giro

5.[#---] Castellotti Eugenio (Ferrari) 1h15'59”5/10 a 1 giro

6.[#---] Piotti Luigi (Ferrari) 1h15'44”1/10 a 1 giro

7.[#---] Casella Salvatore (Gordini) 1h15'36”5/10 a 2 giri

8.[#---] Scotti Piero (Ferrari) 1h15'53”5/10 a 2 giri

9.[#---] Bonomi Roberto (Ferrari) 1h15'54”2/10 a 2 giri

10.[#---] Stagnoli Antonio (Ferrari) 1h15'55”5/10 a 2 giri

11.[#---] Madame Simon Yvonne (Ferrari 166 spider) 1h17'04”3/10 a 7 giri

Giro più veloce: il 9° di Villoresi Luigi (Ferrari 250 MM coupé) in 2'07”3/10 alla media di km/h 178,161.
Questa la classifica (completa) per somma dei tempi (70 giri, pari a Km 441,000):

1.[#12] Villoresi Luigi (Ferrari 250 MM coupé) 2h30'49”7/10, media km/h 175,431

2.[# 4] Bonetto Felice (Lancia D23 spider) 2h31'07”6/10

3.[#---] Farina Nino (Ferrari 250 spider) 2h31'25”7/10

4.[#---] Hawthorn Mike (Ferrari 625 spider) 2h32'19”5/10 a 1 giro

5.[#---] Castellotti Eugenio (Ferrari) 2h32'52”3/10 a 2 giri

6.[#---] Piotti Luigi (Ferrari) 2h31'43”8/10 a 3 giri

7.[#---] Casella Salvatore (Gordini) 2h33'19”5/10 a 3 giri

8.[#---] Bonomi Roberto (Ferrari) 2h32'25”5/10 a 4 giri

9.[#---] Scotti Piero (Ferrari) 2h31'31”4/10 a 5 giri

10.[#---] Stagnoli Antonio (Ferrari) 2h31'33”7/10 a 5 giri

11.[#---] Madame Simon Yvonne (Ferrari 166 spider) 2h32'54”1/10 a 15 giri
Italia, 1953, 12 luglio, VII Coppa d'Oro delle Dolomiti

La D23 di Taruffi durante la Coppa delle Dolomiti

Il secondo appuntamento delle D23 con le corse è per la seconda domenica di luglio, nell'incantevole scenario dolomitico, per la disputa della settima edizione della Coppa D'Oro delle Dolomiti, una classica corsa su strada, di media distanza (poco più di 300 km), che tocca le località più rinomate della zona (Cortina d'Ampezzo, Passo Falzarego, Arabba, Passo Pordoi, Passo Sella, Canazei, Vigo di Fassa, Predazzo, Passo Rolle, San Martino di Castrozza, Fiera di Primiero, Feltre, Belluno, Pieve di Cadore, Auronzo, Misurina, Passo Cimebianche, Cortina d'Ampezzo). Candidate alla vittoria, oltre alle tre Lancia D23 di Felice Bonetto, Piero Taruffi e Luigi (Gino) Valenzano, erano le numerose Ferrari (Roberto Bonomi, Giovanni Bracco, Franco Cornacchia, Umberto Maglioli, Paolo Marzotto, Luigi Piotti, Piero Scotti), l'agile Osca del temibile Giulio Cabianca e le due Maserati A6GCS di Emilio Giletti (per la cronaca, padre dell'odierno presentatore TV) e di Sergio Mantovani. Outsider erano invece considerate le nuove Aurelia B20 da 2 litri e mezzo, che avrebbero comunque potuto inserirsi nei primi posti. La lotta per il primato è vivace ed incerta, in particolare tra i due alfieri della Ferrari - Paolo Marzotto e Umberto Maglioli – e la Lancia di Piero Taruffi. Più attardata, la D23 di Felice Bonetto (che concluderà al 9º posto, preceduta anche da tre B20 da 2 litri e mezzo). La terza D23 (quella affidata a Luigi Valenzano)  non è mai stata in gara, essendo uscita di strada a pochissimi chilometri dal “via”.

Questa la classifica (primi 10) della corsa (percorso Km 303,800):

1.[#89] Marzotto Paolo (Ferrari 250MM spider) 3h18'19”, media Km/h 91,913

2.[#86] Taruffi Piero (Lancia D23 spider) 3h19'52”4/5

Lo sconsolato Giovanni Bracco appoggiato alla sua D23, cui, nel corso della quarta tappa, si è staccata la ruota posteriore sinistra

3.[#90] Maglioli Umberto (Ferrari 735S spider) 3h20'02”4/5

4.[#78] Cabianca Giulio (Osca 1350 spider) 3h24'46”3/5

5.[#85] Bracco Giovanni (Ferrari 250MM spider) 3h25'28”2/5

6.[#72] Marzotto Umberto (Lancia Aurelia B20-2500 coupé) 3h29'17”1/5

7.[#73] Anselmi Enrico (Lancia Aurelia B20-2500 coupé) 3h29'19”1/5

8.[#74] Ammendola Salvatore (Lancia Aurelia B20-2500 coupé) 3h30'16”3/5

9.[#84] Bonetto Felice (Lancia D23 spider) 3h32'30”3/5

10.[#83] Piotti Luigi (Ferrari 250MM) 3h36'37”2/5
Portogallo, 1953, 26 luglio, Gran Premio dell'Automobile Club del Portogallo-Trofeo del Giubileo

La D23 di Bonetto taglia vittoriosa il traguardo del Gran Premio dell'A.C. del Portogallo

Netta affermazione della D23 di Bonetto sul circuito stradale di Lisbona. Felice Bonetto salva l'onore della Lancia, che, orfana della macchina di Froilan Gonzales (incidentata nelle prove),  si trova con la D23 di Taruffi fuori gara dopo appena 10 giri per guasto al motore. La vittoria di Bonetto è nettissima, ove si consideri che il secondo classificato, che oltretutto risponde al nome di Stirling Moss e che dispone di una Jaguar da 3,5 litri, viene staccato di un giro.

Questa la classifica (primi 6) della corsa (50 giri, pari a Km. 274,500):

1.[#24] Bonetto Felice (Lancia D23 spider) 2h02'34”, media Km/h 134,375

2.[#26] Moss Stirling (Jaguar 120) 2h03'00” a 1 giro

3.[#---] Pinto Nogueira (Ferrari) 2h05'07” a 2 giri

4.[#---] Loyer Roger (Gordini)

5.[#---] Real Monte (Ferrari)

6. [#---] Valentin Mario (Ferrari)
Germania, 1953, 30 agosto, Mille chilometri del Nurburgring

Le tre Lancia sullo schieramento: la numero 5 è la D24 di Fangio, la 6 è la D24 di Taruffi, mentre la numero 7 è la D23 di Castellotti

È la gara d'esordio della D24, cui però partecipa anche, nelle mani di Eugenio Castellotti e Giovanni Bracco, una D23. L'esito non è dei migliori, visto che tutte e tre le Lancia in lizza (due D24 e la D23) sono costrette al ritiro prima di metà gara, ma le D24 si sono mostrate velocissime ed hanno segnato i migliori tempi in prova ed in gara. La D23, magistralmente pilotata dal giovane emergente Castellotti, compie un'ottima prima parte di gara, marciando a lungo in terza posizione ma al 15º giro è costretto ad arrendersi per un banale guasto elettrico che impedisce di rimettere in moto la vettura dopo la sosta ai box per il rifornimento: da notare che lo stesso inconveniente capita anche alla D24 di Taruffi/Manzon, arrestatasi al box appena un attimo prima ! Pare che il motivo del guasto - la "rottura" (in senso letterale) della batteria - fosse da ricercare nel sistema di fissaggio della stessa all'abitacolo: il fissaggio era estremamente rigido, ed imponeva alla batteria scuotimenti violentissimi (in particolare nel percorrere l'infernale tratto definito "Karusell" del circuito del Nurburgring) che conducevano alla rottura.
Italia, 1953, 6 settembre. 1º Gran Premio Supercortemaggiore

Altra gara sfortunata per le Lancia, che si presentano a Merano per partecipare - con ambizioni di vittoria - al Gran Premio indetto/sponsorizzato dall'AGIP con il concorso organizzativo degli Automobile Club di Milano e di Bolzano. Aperto alle vetture del gruppo "sport", il Gran Premio (che si corre su un anello stradale di 18 km e sulla distanza di 15 giri) vede in lizza per il successo ben 4 Lancia (due D24 per Bonetto e Taruffi e due D23 affidate a Castellotti ed a Manzon), una sola Alfa Romeo (che "ritira" le sue due vetture risultate meno veloci nelle prove e lascia al solo Juan Manuel Fangio con la spider "Disco Volante" l'arduo compito di contrapporsi alle macchine torinesi) e, a seguire, un nugolo di Ferrari (non ufficiali) e Maserati decisamente meno competitive. Le sfortune della Lancia iniziano molto presto, con Manzon (D23) uscito di strada già al primo giro, imitato da Taruffi (D24), sbandato su una chiazza d'olio rimasta dopo un incidente e fuori gara nel corso del 2º giro. Dopo due giri di gara, le forze della Lancia già risultano ridotte del 50%, ma resta la soddisfazione di trovare la D24 di Bonetto in testa alla gara, seguito dal "sornione" Fangio, che, come sua consuetudine, probabilmente si "accontenta" di seguire l'italiano in attesa di sferrare poi l'attacco finale. Castellotti con la D23 superstite è invece preda di noie ai freni e finisce per ritirarsi. Resta il solo Bonetto, che conduce la gara fino al 10º giro, dopodiché viene superato dall'argentino e, poco dopo, si ritira per noie al cambio. La vittoria, manco a dirlo, va a Fangio, che non fatica a distanziare di ben 8 minuti il più vicino avversario, Sergio Mantovani con la Maserati A6GCS/53 da 2 litri.
Italia, 1953, 20 settembre, VIII Catania-Etna

L'unica sbiadita immagine giunta a noi della Lancia D23 impegnata lungo le falde dell'Etna il 20-9-1953

La prima affermazione della D23 sul suolo italiano si concretizza domenica 20 settembre lungo i 32 chilometri della salita catanese che conduce all'Etna. È però una vittoria "facile", vista la netta superiorità della D23 (condotta da Eugenio Castellotti) nei confronti degli avversari: il più ostico - Nicola Musumeci - dispone infatti di una Alfa Romeo Disco Volante, con la quale però ha scarsa confidenza  (pare gli sia stata affidata la vigilia della corsa) e che è forse inadatta per una corsa su di un sinuoso percorso in salita. Per dovere di cronaca, va riferito che la D23 utilizzata da Castellotti viene definita, sulla rivista dell'ACI, come Lancia Sperimentale: è probabile che qualche modifica abbia interessato questa macchina.

Questa la classifica (primi 10) della corsa (percorso Km 32,000):

1.[#164] Castellotti Eugenio (Lancia D23 spider) 19'13"3/10, media Km/h 99,887

2.[#---] Musmeci Nicola (Alfa Romeo Disco Volante spider) 20'27"8/10

3.[#---] Pinzero Enzo (Ferrari) 21'02"6/10

4.[#---] Scotti Piero (Ferrari) 21'06"9/10

5.[#---] De Filippis Maria Teresa (Osca 1100 spider) 21'34"9/10

6.[#---] Mancini Carlo (Ferrari) 21'40"5/10

7.[#---] Casella Salvatore (Stanguellini-Fiat 750) 21'43"4/10

8.[#---] Rossi Giuseppe (Stanguellini-Fiat 1100) 21'48"7/10

9.[#---] Leonardi Sesto (Giaur 750) 22'05"4/10

10.[#---] Placido Pasquale (Ferrari) 22'39"7/10
Italia, 1953, 4 ottobre, XVIII Pontedecimo-Passo dei Giovi

Lungo le rampre che da Pontedecimo (periferia di Genova) conducono al Passo dei Giovi, La D23 di Eugenio Castellotti (che era risultata la più veloce nelle prove ufficiali, dove segnava l'ottimo temp di 6'20"netti, che costituiva anche il nuovo record assoluto del percorso) incappava in un testa a coda ad appena cinquecento metri dal traguardo, perdendo una trentina di secondi e, con essi, la vittoria. Alla fine, infatti, Castellotti si classificherà al 5º posto nella graduatoria assoluta, preceduto anche da vetture che, sulla carta, non avrebbero dovuto impensierirlo più di tanto.
Questa la classifica (primi 10) della corsa (percorso Km 9,650):

1.[#196] Bonetto Felice (Maserati monoposto F2) 6'20"3/10, media Km/h 91,348

2.[#---] De Graffenried Emanuel (Maserati monoposto F2) 6'44"

3.[#184] Chiron Louis (Osca monoposto F2) 6'46"4/10

4.[#132] Giardini Francesco (Osca 1100 spider) 6'47"9/10

5.[#---] Castellotti Eugenio (Lancia D23 spider) 6'49"7/10

6.[#---] Bordoni Franco (Gordini 2300 spider) 6'53"2/10

7.[#---] Luglio Camillo (Ferrari 4,1 litri coupé) 6'54"3/10

8.[#---] Contini Ettore (Lancia Aurelia B20-2500 coupé) 6'55"4/10

9.[#---] Stagnoli Antonio (Maserati 2 litri) 7'00"7/10

10.[#---] Pinzero Enzo (Ferrari 166) 7'02"5/10
Messico, 1953, 19/23 novembre, IV Carrera Panamericana

Spedizione davvero "alla grande" della Lancia in terra messicana, alla ricerca di una affermazione senza se e senza ma, anche (soprattutto) nei confronti della Ferrari. Assistite da una macchina organizzativa efficiente e poderosa (quasi trenta persone, tra cui lo stesso ingegner Gianni Lancia), al via della corsa (che si dipanerà in otto tappe ripartite in 5 giornate) si schierano cinque vetture, tre del tipo più recente (D24, con motore ridotto per l'occasione dagli abituali 3,3 a 3,1 litri) e due D23 con motore da tre litri pilotate da Giovanni Bracco e da Eugenio Castellotti. La corsa sarà funestata da alcuni incidenti mortali, in uno dei quali perderà la vita Felice Bonetto. Sparito tragicamente Bonetto, le altre D24 domineranno la corsa e termineranno al 1º ed al 2º posto (Fangio e Taruffi rispettivamente) mentre delle due D23, quella di Bracco si ritirerà per la perdita di una ruota durante la quarta tappa, mentre l'altra condotta da Castellotti finirà per occupare la terza piazza assoluta, completando il successo della Lancia, che avrà risonanza mondiale (ma di cui si tratterà più diffusamente nel capitolo dedicato alla D24).
A proposito di D23, va sottolineato che dopo la partecipazione alla Carrera Messicana questo modello non sarà più impegnato in corsa.
Queste le classifiche delle diverse tappe:
Classifica (primi 7) della prima tappa (19-11-1953, da Tuxtla Gutierrez ad Oaxaca, di km 530)

1.[#34] Bonetto Felice (Lancia D24-3,1 litri spider) 3h28'14", media Km/h 152,713

2.[#22] Taruffi Piero (Lancia D24-3,1 litri spider) 3h30'17"

3.[#36] Fangio Juan Manuel (Lancia D24-3,1 litri spider) 3h31'06"

4.[#38] Castellotti Eugenio (Lancia D23-3 litri spider) 3h33'27"

5.[#12] Maglioli Umberto (Ferrari 375MM-4,5 litri coupé) 3h37'10"

6.[#7] Behra Jean (Gordini 36S-3 litri spider) 3h37'39"

7.[#50] Bracco Giovanni (Lancia D23-3 litri spider) 3h41'25"
Classifica (primi 7) della seconda tappa (20-11-1953, da Oaxaca a Puebla, di km 407)

1.[#22] Taruffi Piero (Lancia D24-3,1 litri spider) 2h52'33” alla media di km/h 141,524

2.[#34] Bonetto Felice (Lancia D24-3,1 litri spider) 2h53'41” 

3.[#36] Fangio Juan Manuel (Lancia D24-3,1 litri spider) 2h54'40” 

4.[#12] Maglioli Umberto (Ferrari 375MM-4,5 litri coupé) 2h56'00” 

5.[#50] Bracco Giovanni (Lancia D23-3 litri spider) 2h57'31” 

6.[#38] Castellotti Eugenio (Lancia D23-3 litri spider) 3h00'09” 

7.[#26] Mancini Guido (Ferrari 375MM-4,5 litri coupé) 3h03'45”
Classifica (primi 7) della terza tappa (20-11-1953, da Puebla a México di km 128)

1.[#22] Taruffi Piero (Lancia D24-3,1 litri spider) 46'25”, media Km/h 165,457

2.[#34] Bonetto Felice (Lancia D24-3,1 litri spider) 46'39”

3.[#12] Maglioli Umberto (Ferrari 375MM-4,5 litri coupé) 47'41”

4.[#38] Castellotti Eugenio (Lancia D23-3 litri spider) 48'53”

5.[#36] Fangio Juan Manuel (Lancia D24-3,1 litri spider) 49'51”

6.[#50] Bracco Giovanni (Lancia D23-3 litri spider) 49'52” 

7.[#8] Lucas  (Gordini 38S-2,5 litri spider) 50'42”
Classifica (primi 7) della quarta tappa (21-11-1953, da México a Leòn di km 420)

1.[#12] Maglioli Umberto (Ferrari 375MM-4,5 litri coupé) 2h15'41”, media Km/h 185,726

2.[#36] Fangio Juan Manuel (Lancia D24-3,1 litri spider) 2h19'50” 

3.[#26] Mancini Guido (Ferrari 375MM-4,5 litri coupé) 2h20'09” 

4.[#38] Castellotti Eugenio (Lancia D23-3 litri spider) 2h21'50” 

5.[#8] Lucas  (Gordini 38S-2,5 litri spider) 2h29'29” 

6.[#7] Behra Jean (Gordini 36S-3 litri spider) 2h31'44” 

7.[#23] Ricci Mario (Ferrari 375MM-4,5 litri coupé) 2h35'42
Classifica (primi 7) della quinta tappa (21-11-1953, da Leòn a Durango di km 530)

1.[#22] Taruffi Piero (Lancia D24-3,1 litri spider) 2h44'36”, media Km/h 193,195

2.[#36] Fangio Juan Manuel (Lancia D24-3,1 litri spider) 2h49'57”

3.[#38] Castellotti Eugenio (Lancia D23-3 litri spider) 2h58'48”

4.[#26] Mancini Guido (Ferrari 375MM-4,5 litri coupé) 2h59'57”

5.[# 6] Rosier Louis (Talbot 26GS-4,5 litri spider) 3h10'16”

6.[#51] Mantz Johnny (Lincoln Capri-5,2 litri berlina 2 porte) 3h14'27”

7.[#95] McGrath Jack (Lincoln Capri-5,2 litri berlina 2 porte) 3h15'47”
Classifica (primi 7) della sesta tappa (22-11-1953, da Durango a Parral di km 404)

1.[#23] Maglioli Umberto (Ferrari 375MM-4,5 litri coupé) 2h15'00”, media Km/h 179,555

A partire dalla sesta tappa, Umberto Maglioli, rimasto appiedato per la rottura di un cuscinetto della ruota posteriore, passa alla guida della vettura di Mario Ricci, di modello identico al suo.
2.[#22] Taruffi Piero (Lancia D24-3,1 litri spider) 2h22'36”

3.[#36] Fangio Juan Manuel (Lancia D24-3,1 litri spider) 2h23'35”

4.[#38] Castellotti Eugenio (Lancia D23-3 litri spider) 2h23'58”

5.[# 6] Rosier Louis (Talbot 26GS-4,5 litri spider) 2h27'31”

6.[#95] McGrath Jack (Lincoln Capri-5,2 litri berlina 2 porte) 2h31'42”

7.[#53] Faulkner Walt (Lincoln Capri-5,2 litri berlina 2 porte) 2h33'08”
Classifica (primi 7) della settima tappa (23-11-1953, da Parral a Chihuahua di km 300)

1.[#23] Maglioli Umberto (Ferrari 375MM-4,5 litri coupé) 1h27'45”, media Km/h 205,128

2.[#38] Castellotti Eugenio (Lancia D23-3 litri spider) 1h30'33” 

3.[#36] Fangio Juan Manuel (Lancia D24-3,1 litri spider) 1h32'51”

4.[#22] Taruffi Piero (Lancia D24-3,1 litri spider) 1h32'53”

5.[#51] Mantz Johnny (Lincoln Capri-5,2 litri berlina 2 porte) 1h37'51”

6.[#53] Faulkner Walt (Lincoln Capri-5,2 litri berlina 2 porte) 1h38'33”

7.[#95] McGrath Jack (Lincoln Capri-5,2 litri berlina 2 porte) 1h39'42”
Classifica (primi 7) della ottava ed ultima tappa (23-11-1953, da Chihuahua a Ciudad Juarez, di km 358)

1.[#23] Maglioli Umberto (Ferrari 375MM-4,5 litri coupé) 1h36'30”, media Km/h 222,590

2.[#38] Castellotti Eugenio (Lancia D23-3 litri spider) 1h47'14”

3.[#22] Taruffi Piero (Lancia D24-3,1 litri spider) 1h48'12”

4.[#36] Fangio Juan Manuel (Lancia D24-3,1 litri spider) 1h49'10”

5.[# 6] Rosier Louis (Talbot 26GS-4,5 litri spider) 1h49'52”

6.[#51] Mantz Johnny (Lincoln Capri-5,2 litri berlina 2 porte) 1h55'39”

7.[#5] Echevarria Efrain Ruiz (Ferrari 250MM-3 litri) 1h56'31”
Questa la classifica finale
Classifica finale generale (primi 7) sul percorso complessivo, pari a Km 3077

1.[#36] Fangio Juan Manuel (Lancia D24-3,1 litri spider) 18h11'00”, media Km/h 169,220

2.[#22] Taruffi Piero (Lancia D24-3,1 litri spider) 18h18'51”

3.[#38] Castellotti Eugenio (Lancia D23-3 litri spider) 18h24'52”

4.[#26] Mancini Guido (Ferrari 375MM-4,5 litri coupé) 19h40'29”

5.[# 6] Rosier Louis (Talbot 26GS-4,5 litri spider) 20h11'22”

6.[#23] Maglioli Umberto/Ricci Mario (Ferrari 375MM-4,5 litri coupé) 20h31'32”

7.[#52] Stevenson Chuck (Lincoln Capri-5,2 litri berlina 2 porte) 20h32'55”